# The Creation of Patriarchy
The Creation of Patriarchy ('Skapandet av patriarkatet/könsmaktsordningen') är en facklitterär bok från 1986, skriven av Gerda Lerner. Dess mål är att förklara ursprunget till misogyni i Mesopotamien och de efterföljande västliga samhällena.

## Produktion och innehåll

### Bakgrund
Gerda Lerner, en veteran inom den amerikanska kvinnliga historieskrivningen, bestämde sig 1977 för att skriva ner hennes erfarenheter inom ämnet till en "allmän teori" om kvinnor genom historien. Fem år senare tvangs hon konstatera att hon långtifrån var färdig med sitt arbete, och hon siktade nu mot att sammanfatta historien mellan 3100 f.Kr. och 600 f.Kr i det som kom att bli The Creation of Patriarchy, där bakgrunden till den rådande könsmaktsordningen skulle förklaras. Boken beskrevs som del av serien Women and History, där del två skulle handla om den kristna eran.

### Syfte och slutsatser
Boken är varken en allmän teori eller en traditionell historiebok. Den är dock, enligt recensenter, en fascinerande och välinformerad bok som bär spår av sin ursprungliga ambition och slutliga utformning: inledd som en allmän teori och med Mesopotamien som resultat.
Lerner spårar i boken upp bilder, metaforer och myter som enligt henne leder till skapandet av patriarkala koncept inom västliga samhällen. Lerner tror sig veta att skapandet av patriarkatet i det antika Mellanöstern skedde under en 2 500 år lång period, från cirka 3100 f.Kr. till det nybabyloniska rikets tid runt 600 f.Kr., mer än ur någon enskild händelse.
I boken argumenterar Lerner för att kvinnor historiskt spelat en viktig roll i det systematiska undertryckandet av kvinnan i samhället. Detta kan bland annat ha skett som en självbevarelsedrift, för att dra nytta av privilegier i ett klassamhälle och i nyare tid som del av rassegregation. Hon hävdar att det är troligt att kvinnor accepterade könsuppdelade arbetssysslor i sina respektive samhällen, långt innan detta ledde till könsbaserat förtryck. Således handlar, enligt Lerner, uppkomsten av patriarkatet ett frivilligt underordnande av kvinnor (mot sådant som skydd och privilegier), snarare än något konkret förtryckande av kvinnor.
Lerner hävdar också att den utbredda misogynin i olika samhällen inte beror på biologiska eller psykologiska skillnader mellan könen, utan att den snarare har historiska orsaker. Hon hävdar att eftersom patriarkatet "har en historisk bakgrund", kan den också avlägsnas genom historiska processer.

### Kapitel
Boken innehåller elva kapitel, där de flesta fått namn efter en metafor för genus. Varje kapitel lyfter fram en egen aspekt av "utvecklandet av centrala tankar, symboler och metaforer som lett till att patriarkala könsrelationer inkorporerats i den västliga civilisationen.
0. "Introduction"
1. "Origins" ('Ursprung'), där det argumenteras för att skapandet av privat egendom och ett klassamhälle inträffade efter att kvinnans sexuella och fortplantningsmässiga förmåga blivit kontrollerad.
2. "A Working Hypothesis" ('En arbetshypotes'), där det hävdas att de tidiga statsbildningarna lade stor vikt på att vidmakthålla en patriarkal familjestruktur eftersom staterna själva organiserades utifrån den.
3. "The Stand-in Wife and the Pawn" ('Hustrun som ersättare och verktyg'), där det hävdas att män lärde sig att ta kontroll över andra grupper genom att utöva dominans över kvinnor, och att detta uttrycktes genom slaveri. Detta fenomen inleddes genom förslavandet av kvinnor från erövrade grupper.
4. "The Woman Slave" ('Kvinnoslaven'), där det menas att många olika äldre landslagar tydliggör att staterna tvingar kvinnor till sexuell underkastelse genom fysiskt tvång, ekonomiskt beroende, klassprivilegier och den artificiella uppdelningen mellan "respektabla" och "icke-respektabla" kvinnor.
5. "The Wife and the Concubine" ('Kvinnan och konkubinen'), där det argumenteras för att klasskillnader existerar mellan män baserat på deras relation till produktionsmedlen, medan motsvarande skillnader mellan kvinnor baseras på deras sexuella band till män som tillförsäkrar dem materiella resurser. Det här kapitlet hävdar också att lagarna definierade "respektabla" kvinnor som sådana som var bundna till en man och "icke-respektabla" kvinnor som sådana som inte var detta, liksom att dessa lagar stadfästes genom införandet av slöjor för kvinnor.
6. "Veiling the Woman" ('Beslöjandet av kvinnan'), där det förklaras att metafysiskt kvinnlig kraft, långt efter att kvinnor blivit underordnade män i de flesta delarna av sina liv, fortfarande dyrkades av kvinnor och män i form av mäktiga gudinnor, och att kvinnor vördades i rollen som förmedlare mellan människor och gudar. Det här kapitlet beskriver också den historiska utvecklingen från (1) kungamakten i Mellanöstern, till (2) ersättandet av gudinnor med en dominant manlig gud, till (3) förståelsen av kontrollen av fruktsamhet som en gudinnans göromål i form av det "symboliska avlandet med en manlig gud eller en helig kung med gudinnan eller hennes översteprästinna,[4] till (4) uppdelningen mellan erotik/sexualitet och fortplantning, uttryckt genom skapandet av desperata gudinnor för båda funktionerna, till (slutligen) omvandlandet av modergudinnan till en "gemål" åt den mäktigaste manlige guden.[4]
7. "The Goddess" ('Gudinnan'), där det hävdas att den tidiga hebreiska monoteismen uttrycktes som en attack på kulten kring olika fruktsamhetsgudinnor. I kapitlet menas det att Första Moseboken förlänar skaparkraft och makten över fortplantningen åt en allsmäktig gud med titlar som Herre eller Kung, vilket förtydligar hans manliga identitet. Här diskuteras också grunderna till associerandet av den kvinnliga sexualiteten som syndfull och ond när den inte är kopplad till fortplantning.
8. "The Patriarchs" ('Patriarkerna'), med en beskrivning av en förbundsgemenskap som både symboliserar och stadfäster en grundläggande underkastelse hos kvinnor i förhållande till en monoteistisk gud och till mänskligheten. Här argumenteras för att detta är orsaken till att kvinnor är uteslutna från det metafysiska förbundet och den jordiska förbundsgemenskapen, vilket leder till att de endast kan nå Gud och den heliga gemenskapen i rollen som mödrar.
9. "The Covenant" ('Förbundet'), där det argumenteras för att denna symboliska nedvärdering av kvinnor i relation till det gudomliga tjänar som en av de grundläggande begreppen i byggandet av det västerländska samhället. Här argumenteras vidare för att antagandet att kvinnor är ofullständiga och skadade människor av en annan lägre dignitet än män härrörs till Aristoteles.
10. "Symbols" ('Symboler')
11. "The Creation of Patriarchy" ('Skapandet av patriarkatet')

## Mottagande
Boken har blivit läst och använd i samband med många olika kurser i genusvetenskap, kvinnostudier och andra akademiska discipliner. Argumenten som läggs fram i boken benämndes av antropologen Deborah Gewertz som "provocerande" och "tankeväckande". En recensent beskrev den som "en fascinerande och välinformerad bok". Journalisten Nancy Barnes menade att "Boken är en kolossal bedrift, och den kommer att visa sig nyttig på många och även provocerande sätt". Kritikern Elizabeth Fox-Genovese kritiserade emellertid boken för att den inte klarade av att förklara utvecklingen av det västerländska patriarkatet.
Catharine R. Stimpson vid Rutgers University beskrev boken som ett verk med "djärvheten, auktoriteten och rikedomen hos Det andra könet".
Boken belönades med 1986 års Joan Kelly Prize, utdelad av American Historical Association.

## Utgivning
Nedan listas den engelskspråkiga originalutgåvan samt förstaöversättningar till olika språk:
- The creation of patriarchy. Women and history / Gerda Lerner. New York: Oxford University Press. 1986. ISBN 978-0-19-503996-2
  -  La creación del patriarcado. Barcelona: Editorial Crítica. 1990. ISBN 9788474234749 (spanska)
  -  Die Entstehung des Patriarchats. Frankfurt: Campus-Verlag. 1991. ISBN 978-3-593-34529-1 (tyska)
  -  男性支配の起源と歴史 / Dansei shihai no kigen to rekishi. Tōkyō: San'ichi Shobō. 1996. ISBN 9784380962509 (japanska)
  -  نشأة النظام الأبوي / Nashʼat al-niẓām al-abawī. Beirut: al-Munaẓẓamah al-ʻArabīyah lil-Tarjamah. 2013. ISBN 9786144340073 (arabiska)